# Juan Villuga
Pedro Juan Villuga es un cartógrafo español de origen valenciano. Conocido por haber realizado un estudio de los caminos españoles publicado en el año 1546 como Reportorio de todos los caminos de España y publicado en Medina del Campo. La recopilación de caminos a lo largo de la geografía española es conocida también como el mapa de Juan Villuga.